# 34e cérémonie des London Film Critics Circle Awards
La 34e cérémonie des London Film Critics Circle Awards (LFCC Awards), décernés par le London Film Critics Circle, a eu lieu le 2 février 2014, et a récompensé les films réalisés en 2013.
Les nominations ont été annoncées le 17 décembre 2013,.

## Palmarès

### Film de l'année
- Twelve Years a Slave
  - Blue Jasmine
  - Frances Ha
  - Gravity
  - La grande bellezza
  - Her
  - Inside Llewyn Davis
  - Le Loup de Wall Street (The Wolf of Wall Street)
  - Nebraska
  - La Vie d'Adèle

### Film britannique de l'année
- Le Géant égoïste (The Selfish Giant)
  - A Field in England
  - Filth
  - Philomena
  - Rush

### Réalisateur de l'année
- Alfonso Cuarón pour Gravity
  - Paul Greengrass pour Capitaine Phillips (Captain Phillips)
  - Steve McQueen pour Twelve Years a Slave
  - Paolo Sorrentino pour La grande bellezza
  - Martin Scorsese pour Le Loup de Wall Street (The Wolf of Wall Street)

### Nouveau réalisateur britannique
- Jon S. Baird pour Filth
  - Scott Graham pour Shell
  - Marcus Markou pour Papadopoulos and Sons
  - Rufus Norris pour Broken
  - Paul Wright pour For Those in Peril

### Acteur de l'année
- Chiwetel Ejiofor pour le rôle de Solomon Northup dans Twelve Years a Slave
  - Bruce Dern pour le rôle de Woody Grant dans Nebraska
  - Leonardo DiCaprio pour le rôle de Jordan Belfort dans Le Loup de Wall Street (The Wolf of Wall Street)
  - Michael Douglas pour le rôle de Liberace dans Ma vie avec Liberace (Behind the Candelabra)
  - Tom Hanks pour le rôle du capitaine Richard Phillips dans Capitaine Phillips (Captain Phillips)

### Acteur britannique de l'année
- James McAvoy pour ses rôles dans Filth, Trance et Welcome to the Punch
  - Christian Bale pour ses rôles dans American Bluff (American Hustle) et Les Brasiers de la colère (Out of the Furnace)
  - Steve Coogan pour ses rôles dans Alan Partridge: Alpha Papa, A Very Englishman (The Look of Love), Philomena et What Maisie Knew
  - Chiwetel Ejiofor pour son rôle dans Twelve Years a Slave
  - Michael Fassbender pour ses rôles dans Cartel (The Counselor) et Twelve Years a Slave

### Actrice de l'année
- Cate Blanchett pour le rôle de Jasmine dans Blue Jasmine
  - Sandra Bullock pour le rôle du Dr Ryan Stone dans Gravity
  - Judi Dench pour le rôle de Philomena Lee dans Philomena
  - Adèle Exarchopoulos pour le rôle d'Adèle dans La Vie d'Adèle
  - Greta Gerwig pour le rôle de Frances dans Frances Ha

### Actrice britannique de l'année
- Judi Dench pour son rôle dans Philomena
  - Lindsay Duncan pour ses rôles dans Il était temps (About Time), Last Passenger et Un week-end à Paris (Le Week-End)
  - Naomie Harris pour son rôle dans Mandela : Un long chemin vers la liberté (Mandela: Long Walk to Freedom)
  - Sally Hawkins pour son rôle dans Blue Jasmine
  - Emma Thompson pour ses rôles dans Sublimes Créatures (Beautiful Creatures) et Dans l'ombre de Mary (Saving Mr. Banks)

### Acteur de l'année dans un second rôle
- Barkhad Abdi pour le rôle d'Abduwali Muse dans Capitaine Phillips (Captain Phillips)
  - Michael Fassbender pour le rôle d'Edwin Epps dans Twelve Years a Slave
  - James Gandolfini pour le rôle d'Albert dans All About Albert (Enough Said)
  - Tom Hanks pour le rôle de Walt Disney dans Dans l'ombre de Mary (Saving Mr. Banks)
  - Jared Leto pour le rôle de Rayon dans Dallas Buyers Club

### Actrice de l'année dans un second rôle
- Lupita Nyong'o pour le rôle de Patsey dans Twelve Years a Slave
  - Naomie Harris pour le rôle de Winnie Mandela dans Mandela : Un long chemin vers la liberté (Mandela: Long Walk to Freedom)
  - Sally Hawkins pour le rôle de Ginger dans Blue Jasmine
  - Jennifer Lawrence pour le rôle de Rosalyn Rosenfeld dans American Bluff (American Hustle)
  - June Squibb pour le rôle de Kate Grant dans Nebraska

### Jeune acteur britannique de l'année
- Conner Chapman pour le rôle d'Arbor dans Le Géant égoïste (The Selfish Giant)
  - Saoirse Ronan pour ses rôles dans Byzantium, Les Âmes vagabondes (The Host) et Maintenant c'est ma vie
  - Eloise Laurence pour le rôle d'Emily "Skunk" Cunnigham dans  Broken
  - George MacKay pour ses rôles dans Breakfast with Jonny Wilkinson, For Those in Peril, Maintenant c'est ma vie et Sunshine on Leith
  - Shaun Thomas pour le rôle de Swifty dans Le Géant égoïste (The Selfish Giant)

### Scénariste de l'année
- Joel et Ethan Coen – Inside Llewyn Davis
  - Spike Jonze – Her
  - Steve Coogan et Jeff Pope – Philomena
  - John Ridley – Twelve Years a Slave
  - Terence Winter – Le Loup de Wall Street (The Wolf of Wall Street)

### Réussite technique
- Gravity – Tim Webber (effets visuels)
  - American Bluff (American Hustle) – Judy Becker (décors)
  - Filth – Mark Eckersley (montage)
  - Frances Ha – Sam Levy (photographie)
  - Hunger Games : L'Embrasement (The Hunger Games : Catching Fire) – Trish Summerville (costumes)
  - Inside Llewyn Davis – T-Bone Burnett (musique de film)
  - Ma vie avec Liberace (Behind the Candelabra) – Howard Cummings (décors)
  - Stoker – Kurt Swanson et Bart Mueller (costumes)
  - Twelve Years a Slave – Sean Bobbitt (photographie)
  - Upstream Color – Johnny Marshall (mixage de son)

### Film en langue étrangère de l'année
- La Vie d'Adèle  France
  - César doit mourir (Cesare deve morire)  Italie
  - Gloria  Chili
  - La grande bellezza  Italie
  - Hijacking (Kapringen)  Danemark

### Film documentaire de l'année
- The Act of Killing (Jagal)
  - Beware of Mr. Baker
  - Leviathan
  - Stories We Tell
  - We Steal Secrets: The Story of WikiLeaks

### Dilys Powell Award
- Gary Oldman